# 벤 샤프스틴
벤 샤프스틴(Ben Sharpsteen, 1895년 11월 4일 ~ 1980년 12월 20일)은 디즈니를 위해서 일하는 미국의 영화 감독이자 프로듀서이다. 1920년부터 1980년 사이 31개 영화를 감독했다.

## 참여 작품
- 백설 공주와 일곱 난쟁이 (영화)
- 피노키오 (1940년 영화)
- 환타지아 (영화)
- 덤보
- 미키와 콩나무
- 멜로디 타임
- 이카보드와 토드경의 모험
- 신데렐라 (1950년 영화)
- 이상한 나라의 앨리스 (1951년 영화)
- 더 리빙 디저트
- 환타지아 2000